# Quanto ao Tempo
"Quanto ao Tempo" é um dueto dos cantores baianos Ivete Sangalo e Carlinhos Brown, lançado como o terceiro single oficial do álbum de Sangalo, Pode Entrar: Multishow Registro (2009). A canção foi enviada para as rádios no dia 18 de agosto de 2009.

## Composição
"Quanto ao Tempo" é uma música soul que relembra os sucessos românticos de Roberto e Erasmo e promete embalar os casais. É também, a segunda música de trabalho do álbum a ser escrita e produzida por Brown. A canção é cantada em português e inglês.

## Recepção da crítica
A canção recebeu críticas mistas. Mauro Ferreira do "Notas Musicais" disse que "Brown entra na casa de Ivete para cantar (muito bem, diga-se) uma balada - Quanto ao Tempo, parceria com Michael Sullivan - que tenta evocar o espírito soul dos sucessos românticos da gravadora Motown, mas que, a rigor, se parece mais com as canções empilhadas por Sullivan nas paradas nos anos 80". Luis Felipe Carneiro do site "Esquina da Música" recebeu a canção negativamente dizendo que "A balada-rock "Quanto Ao Tempo" (dueto de Ivete com Brown) ficou bem longe da boa gravação dos Paralamas do Sucesso, em seu último álbum "Brasil Afora"". O blog do Miguel Arcanjo disse que "Apesar de Ivete dizer que a faixa é um "rock progressivo", a canção está mais para música açucarada das madrugadas das FMs".

## Videoclipe
O videoclipe da canção mostra Ivete mais despojada, sentada no chão com Carlinhos Brown, cantando a música.

## Desempenho nas paradas de sucesso
A canção debutou oficialmente nas paradas, na posição #68 e na segunda semana deu um grande pulo para #39. Na terceira semana, subiu lentamente para #34. Indo lentamente mais uma vez para #31 na quarta semana. Já na quinta, a canção subiu apenas uma posição, #30. Na sexta semana, a canção caiu para #35, devido a estreia de outra música com Ivete nas paradas, (a canção E Agora Nós? com Sorriso Maroto estreou em #37) e devido a baixa execução nas rádios.
A música foi mais um Top 30 para Ivete.
Na parada oficial do Brasil, o Billboard Brasil, a canção estreou em três tabelas.
No Brasil Hot 100 Airplay, a canção debutou em #30.
No Salvador Hot Songs a canção está muito bem, estreando na posição #6.
Já no Brasil Hot Popular, a canção está ótima em #15.

### Paradas
| Paradas (2009)                            | Posição |
| ----------------------------------------- | ------- |
| Billboard Brasil - Brasil Hot 100 Airplay | 30      |
| Billboard Brasil - Brasil Hot Popular     | 15      |
| Billboard Brasil - Salvador Hot Songs     | 6       |

## Outras Versões
A canção também foi gravada pela banda Os Paralamas do Sucesso no seu novo álbum Brasil Afora, numa versão mais curta e diferente da versão de Ivete, carregando um ritmo mais rápido.